# Хмельницька (зупинний пункт)
Хмельницька — пасажирський залізничний зупинний пункт Шевченківської дирекції Одеської залізниці.
Розташований у південній частині міста Сміла, Смілянський район, Черкаської області на лінії Імені Тараса Шевченка — Помічна між станціями Імені Тараса Шевченка (2 км) та Сердюківка (20 км).
На платформі зупиняються приміські електропоїзди.